# Homolog (Kryptologie)
Als Homolog (von altgriechisch ὅμο homo „gleich“ und λόγος lógos „Wort“ beziehungsweise ὁμολογία homología „Übereinstimmung“) bezeichnet man in der Kryptologie Buchstabenpaare, oder allgemein Zeichenpaare, die auf übereinstimmende Weise verschlüsselt wurden. 

## Prinzip
Der Kryptoanalytiker betrachtet dazu ein Fragment eines vorliegenden Geheimtextes und ein dazu passendes, entweder angenommenes oder ebenfalls vorliegendes, Klartextfragment. Gelingt es ihm, ein oder mehrere Homologe zu finden, dann hat er damit einen möglichen Einbruch in das Verschlüsselungsverfahren erzielt, der unter Umständen zur Bloßlegung des Chiffriersystems und zur Entzifferung weiterer Geheimtexte führen kann.

## Geschichte

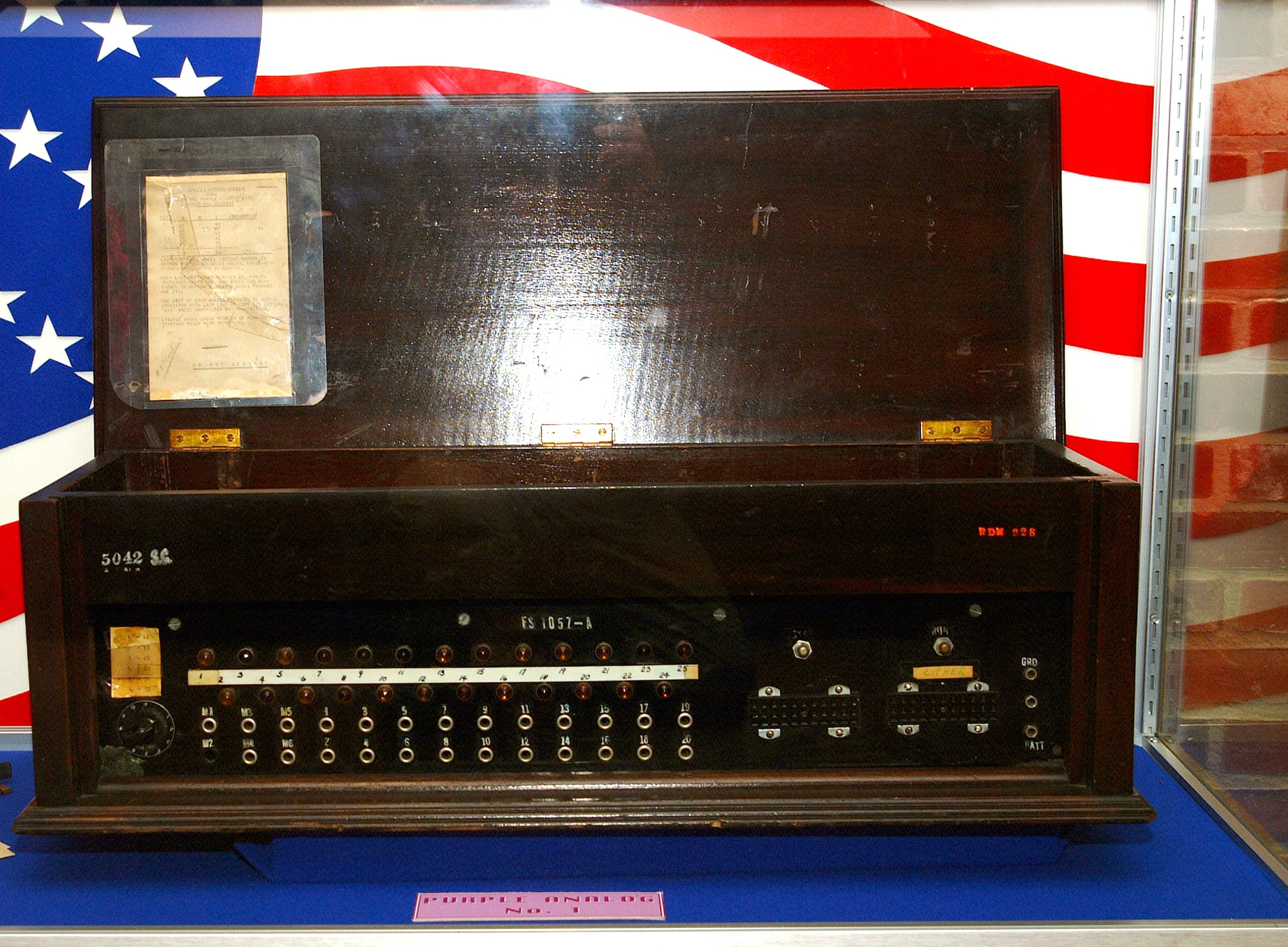
Amerikanischer Purple-Nachbau

Von geschichtlicher Bedeutung war das Auffinden von Homologen bei der Kryptanalyse der japanischen Chiffriermaschine Typ B (Angooki Taipu B) während des Zweiten Weltkriegs. Diese mit dem Decknamen Purple („purpur“) bezeichnete Maschine wurde bereits 1940, also noch vor dem japanischen Überfall auf Pearl Harbor, durch den amerikanischen Signal Intelligence Service (SIS) unter Federführung von William Friedman „geknackt“.

## Beispiel
Das folgende Beispiel für Homologe ist dem Cryptologia-Artikel von Kenneth J. Bures entnommen. Dabei werden zwei Paare von (japanischen) Klartextfragmenten, KT 1 und KT 2, und die dazugehörigen Geheimtextpassagen, GT 1 und GT 2, verglichen. Wie üblich, werden auch hier der Deutlichkeit halber Klartexte (KT) in Kleinbuchstaben und Geheimtexte (GT) in Großbuchstaben geschrieben:
```
KT 1: u
e
hlm xqxim daonq fjxbz ggofb iydwd 
e
mriy avhqk gcnxl jlcaj
GT 1: U
S
RZF KVHGC UWSPV ZTKCB AVUWC COUKS 
S
FWGO FIRAH LBPAZ TKBWX

KT 2: n
r
nwo tafdu luega dqtsv aevms ocldu 
r
ohdc rinll pjgjw qljuu
GT 2: T
M
XPV ZEEYO RBDFE WKZJA JOJCJ ERRTW 
M
VRYM MIXLR GSFQP KCSBX
```

Als Erstes sucht man gleiche KT-GT-Buchstabenpaare im ersten Textpaar und findet hier beispielsweise an Position 2 sowie an Position 31 das Paar „e‑S“ (oben rot und unterstrichen). Interessant ist nun, dass an genau denselben Positionen auch im zweiten KT-GT-Paar identische Buchstabenpaare auftreten, hier „r‑M“. Solch ein Ereignis wird als hit (deutsch „Treffer“) bezeichnet und es deutet auf eine kryptographische Schwäche der untersuchten Verschlüsselungsmethode hin, hier der japanischen Chiffriermaschine Typ B (Angooki Taipu B).
In diesem Beispiel werden durch das Chiffrierverfahren die beiden Klartextbuchstaben „e“ und „r“ homolog behandelt, also auf die gleiche Art und Weise verschlüsselt. Man sagt hier, dass „e“ und „r“ zueinander homolog sind.